# 格拉夫頓 (愛荷華州)
格拉夫頓（英語：Grafton）是一個位於美國愛荷華州沃思縣的城市。

## 地理
格拉夫頓的座標為43°19′46″N 93°04′13″W / 43.32944°N 93.07028°W，而該地的平均海拔高度為375米（即1230英尺）。

## 人口
根據2010年美國人口普查的數據，格拉夫頓的面積為0.85平方千米，當中陸地面積為0.85平方千米，而水域面積為0.00平方千米。當地共有人口252人，而人口密度為每平方千米296人。